# Доњи Мости
Доњи Мости су насељено место у саставу општине Капела, Бјеловарско-билогорска жупанија, Република Хрватска.

## Историја
До територијалне реорганизације у Хрватској, налазили су се у саставу старе општине Бјеловар.

## Становништво
На попису становништва 2011. године, Доњи Мости су имали 210 становника.

## Попис1991.
На попису становништва 1991. године, насељено место Доњи Мости је имало 297 становника, следећег националног састава:
| Попис 1991.‍ | Попис 1991.‍ | Попис 1991.‍ | Попис 1991.‍ | Попис 1991.‍ |
| ----------- | ----------- | ----------- | ----------- | ----------- |
|             |             |             |             |             |
| Хрвати      | Хрвати      |             | 292         | 98,31%      |
| Чеси        | Чеси        |             | 1           | 0,33%       |
| непознато   | непознато   |             | 4           | 1,34%       |
| укупно: 297 |             |             |             |             |